# Daishiro Yoshimura
{{nihongo|Daishiro Yoshimura|吉村 大志郎|Yoshimura Daishiro foi um futebolista japonês. Yoshimura nasceu no Brasil, mas já foi convocado pela Seleção Japonesa de Futebol.